# Evarcha petrae
Evarcha petrae is een spinnensoort uit de familie springspinnen (Salticidae). De soort komt voor in Thailand.